# 正定机场站
正定机场站位于中华人民共和国河北省石家庄市正定县，是京广高速铁路、石雄城际高速铁路(在建中)的一座车站，车站主要服务于往来石家庄正定国际机场以及新乐市与正定县周边的旅客。车站位于石家庄机场东南，距离机场约3公里，于2012年12月26日随京广高速铁路中的京石段开通，是中国内地第四座可实现与国铁进行空铁联运的铁路车站。不過車站並非直接緊鄰機場客運大樓，可搭乘免费接驳车來往。

## 车站结构

### 站房
正定机场站站房主体为一层，车站设计为两台四线，建筑面积约1万平方米，建筑高度为19.5米，站台面积为8100平方米，旅客地道面积为613平方米。
- 站房侧面
- 进站口
- 候车厅
- 地下通道

### 站台
| 站房 | 售票区             | 售票处                             |
| 站房 | 候车室             | 进站口、安检、便利店、餐厅         |
| 站房 | 候车室             | 候车区、检票口、进站通道           |
| 站房 | 出站口             | 出站闸机                           |
| 站台 | 侧式站台，左侧开门 | 侧式站台，左侧开门                 |
| 站台 | 1站台              | 京广客运专线往北京西方向（定州东） |
| 站台 | 正线               | 京广客运专线上行列车通过线         |
| 站台 | 正线               | 京广客运专线下行列车通过线         |
| 站台 | 2站台              | 京广客运专线往广州南方向（石家庄） |
| 站台 | 侧式站台，左侧开门 |                                    |